# Споменик природе Винова лоза у Земуну
Споменик природе Винова лоза у Земуну је заштићено природно добро и представља чокот винове лозе (Vitis vinifera - interspecies Hybrida Vitis rupestris x Vitis lincecumii), кога карактерише развијен хабитус, импозантна старост, добро здравствено стање и виталност, а налази се у Земуну, улица Господска бр. 4.

## Историја
Зграда крај које расте лоза, у Господској 4, такође је непокретно културно добро, заштићена као културноисторијсквредност споменичког карактера у оквиру просторно културно-историјске целине од великог значаја Старо језгро Земуна. Ради се о типичној грађанској трговачкој кући са карактеристичним, централно постављеним главним улазом. Саграђена је 20-их година 19. века и прво је била у власништву породице Пуљо, власника прве земунске штампарије. Касније се у кући налазила трговина на велико и мало, познате земунске трговачке породице Живановић.
Радећи на канализацији, радници комуналног предузећа уклонили су горњи слој земље и открили велики бунар породице Живановић који је затрпан 1944. године у савезничком бомбардовању. Лоза пружа корење до њега и одатле црпи оно што јој је потребно. Корен биљке на плодном алувијалном дунавском земљишту под земљом је три пута већи од надземног дела.

## Карактеристике
Винова лоза је стара најмање 130 година, хибридне сорте “Сибел 1000”, отпорне на филоксеру. Од три чокота, виталан је остао само један, довољно жив да се грана по првом спрату зграде и лагано успиње ка другом, а чак и рађа. Грожђе јој је слатко и ароматично, зрно садржи 23% шећера, манган и гвожђе, попут ретких француских сорти. Винова лоза је заштићена носачима и прописно је обележена и ограђена.
Како би је сачували и испитали њена својства, Пољопривредни факултет је урадио обимна истраживања бобице грожђа. Лоза је француски хибрид. Основа ове врсте Vitis којој припада земунски чокот је америчка, а укрштана је у Француској после 1860. године. Тада је епидемија болести филоксера уништила засаде винове лозе по Европи. На наше просторе ова сорта seibel 1000 дошла је око 1903. године.

## Заштићено природно добро
Природно добро „Винова лоза у Земуну” проглашено је заштићеним као споменик природе решењем Скупштине града Београда 18.9.2014. године. Укупна површина заштићеног природног добра износи 230,00 м². Заштићено природно добро категорисано је као заштићено природно добро локалног значаја III категорије, поверавено на управљање Јавном комуналном предузећу „Зеленило – Београд”, а у циљу очувања генетског потенцијала врсте винова лоза, биолошке разноврсности и репрезентативних дендрометријских карактеристика од значаја за заштиту и очување природних реткости, као и естетских и амбијенталних вредности културно-историјске целине старог језгра Земуна.